# 沿海家園
沿海綠色家園有限公司（港交所：1124）成立於1990年，1997年香港上市，是中國大陸一家房地產發展商，業務主要在深圳、北京、武漢等開發房地產項目、多元化投資、投資物業及提供物業管理服務。集團主席兼董事總經理兼執行董事為江鳴。
集團旗下物業有北京·沿海赛洛城、上海·沿海丽水华庭等。
2006年4月，沿海家園以總代價6700萬元，相當於每股約1.68元，購入了上海A股公司上海豐華的21.13%股權。
2006年10月，深圳控股以6.6億港元收購沿海家園發行的股份及可換股債券。若深圳控股行使全數的可換股債券，深圳控股將會持有沿海家園22.8%股權。
2012年10月3日，沿海家園和深圳控股互售地產項目，深圳控股是以2.15億人民幣向沿海家園出售惠州項目的30%股權連同1.95億元股東貸款，而沿海家園向深圳控股以5.5億人民幣出售蘇州項目全數股權，沿海家園現3.35億元。深圳控股持有沿海家園近23%股權。
2018年1月，沿海家園以38億元人民幣向禹洲地產出售7個分別位於瀋陽、武漢、佛山、北京和天津的項目。